# Paolo Beschi

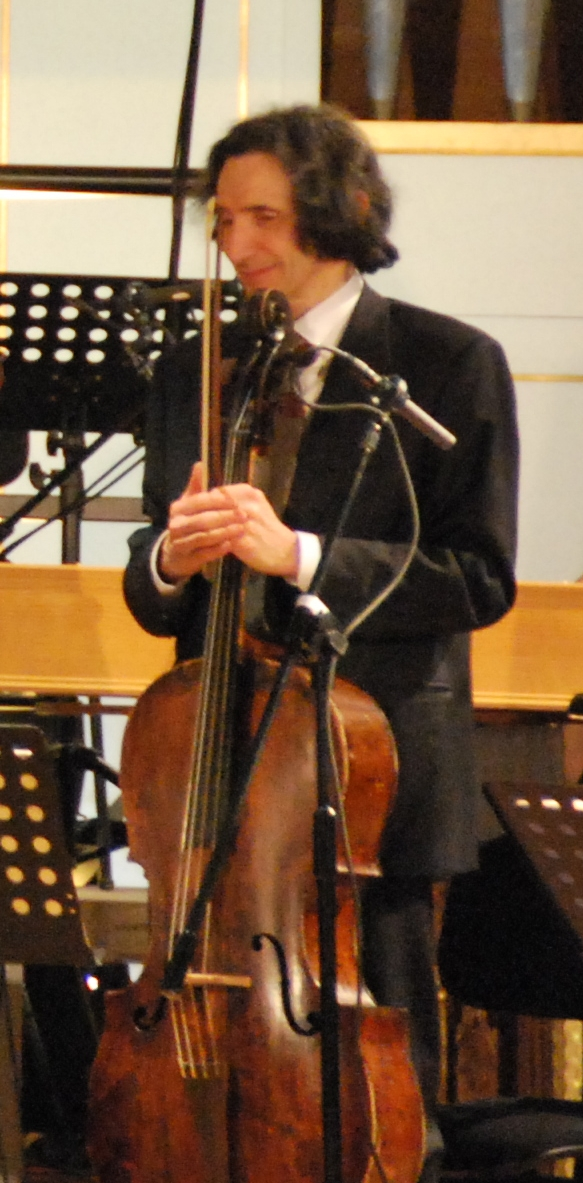
Paolo Beschi in Krakau Ostern 2010

Paolo Beschi (* 1953 in Brescia, Italien) ist ein italienischer Cellist.
Er lehrt am Konservatorium in Como, Italien. Sein Hauptinteresse gilt dem Barockcello.